# Stade de l'armée bulgare
Le stade de l'armée bulgare ou Balgarska Armiya (en bulgare : Стадион Българска армия) est un stade de football situé dans la ville de Sofia en Bulgarie.
Il est l'enceinte où évolue le FK CSKA Sofia. Il possède au total 22 015 places, dont 2 100 sont couvertes.

## Histoire
En 1965, il a été détruit afin de construire un nouveau stade avec 35 000 sièges dans la conception de l'architecte Anton Karavelov.